# Idarizios
Idarizios (griechisch Ιδαριζιος) war der erste bekannte Führer der Anten vor 560, sieht man von Boz ab, dessen Existenz teils umstritten ist.
Idiarisios wurde nur einmal erwähnt von dem Geschichtsschreiber Menander Protektor. Er war der Vater von Mezameros, der um 561 zu den Awaren zu Verhandlungen ging und dort getötet wurde. Ein weiterer Sohn war Kelagastos. Idarisios war möglicherweise ein Führer der Anten. 